# Vol Air France 5672
Vol Brit Air 5672
Le 22 juin 2003, le Bombardier CRJ-100 effectuant le vol Air France 5672, reliant Nantes dans le département de la Loire-Atlantique, à Brest dans le Finistère, s'écrase sur une route alors qu'il s'apprête à atterrir à l'aéroport de Brest-Bretagne. Le commandant de bord est tué dans l'accident, tandis que vingt-trois personnes survivent. Par la suite, les médias qualifient les personnes survivantes comme les « miraculés du Nantes-Brest ». Il s'agit du deuxième accident aérien mortel impliquant un CRJ-100.
Une enquête menée par le Bureau d'enquêtes et d'analyses pour la sécurité de l'aviation civile (BEA) révèle que les pilotes ont omis de sélectionner le mode d'approche sur le pilote automatique. En conséquence, la pente de descente adéquate n'a pas été utilisée par l'avion lors de son approche sur l'aéroport. Ainsi, ce dernier a dévié de sa trajectoire de vol prévue et le problème s'est aggravé en raison d'un manque de surveillance de l'altitude par les pilotes. Malgré l'activation du système d'avertisseur de proximité du sol (GPWS), l'avion s'écrase à environ 2,5 kilomètres du seuil de la piste 27L, avant de prendre feu.

## Avion et équipage
L'appareil impliqué est un Bombardier CRJ-100ER, immatriculé F-GRJS, numéro de série 7377 et âgé de trois ans, ayant été mis en service en mars 2000. Il est propulsé par deux turboréacteurs à double flux General Electric CF34. Exploité par Brit Air, filiale régionale d'Air France, il cumule 6 649 heures de vol au moment de l'accident.
Le commandant de bord Bernard Le Guen, âgé de 53 ans, possède 16 000 heures de vol à son actif, dont 5 300 heures sur CRJ-100. Il rejoint Brit Air en 1987 en tant que pilote sur Embraer EMB 110 puis devient commandant de bord sur CRJ-100 en juin 1995. L'officier pilote de ligne, âgé de 38 ans, travaille pour Brit Air depuis octobre 2001 et compte 4 800 heures de vol, dont 650 heures sur CRJ-100.

## Déroulement du vol
C'est la 4e rotation de la journée pour l'équipage qui est parti avec du retard de Brest point de départ de la journée. Le 1er vol reliait Brest à Nantes. Puis un aller-retour sur Strasbourg avant donc l'ultime vol Nantes - Brest.
L'appareil décolle de l'aéroport de Nantes à 23 h 05 (avec près d'une heure de retard) à destination de l'aéroport de Brest-Guipavas avec à bord 3 membres d'équipage et 21 passagers. Au cours du vol, l'équipage passe au nord-est de la trajectoire prévue afin d'éviter des cumulonimbus. L'approche est entamée à 23 h 36. Un appareil, un B737, en provenance de Toulon termine juste avant le vol de Britair son atterrissage sur Brest. En approche ILS sur la piste 26, le CRJ100 s'écarte à gauche de l'axe d'approche. Il passe au-dessus puis au-dessous du plan de descente, puis touche le sol à 23 h 51 min 22 s au lieu-dit Kerintin, à 2 350 mètres du seuil de piste et 450 mètres de l'axe d'approche. L'appareil heurte plusieurs arbres, puis finit par s'immobiliser à quelques mètres d'une propriété. L'appareil s'embrase.

## Le bilan
Le commandant de bord meurt dans l'accident, qui fait également 5 blessés, dont le copilote. L'appareil est entièrement détruit par l'incendie.

## Causes de l'accident
Les conditions météo au moment de l’accident étaient mauvaises : le plafond nuageux était de 200 pi. (60 mètres) et la visibilité au sol était de 800 mètres.
L'accident est dû :
- À l'omission de la sélection du mode APPR au début de l'approche, ce qui a conduit à la non capture du localiser puis du glide (ce qui explique pourquoi, durant l’approche, l’avion n’est pas resté sur l’axe de piste et sur le plan de descente)
- À la détection partielle des écarts de trajectoire due à la focalisation de l'équipage successivement sur la navigation verticale puis sur la navigation horizontale.
- À la poursuite jusqu'à l'altitude de décision d'une approche non stabilisée.

Les facteurs contributifs de l’accident sont :
- Le manque de communication et de coordination entre le pilote et le copilote.
- Le changement de stratégie du contrôleur dans la gestion du vol de l'avion.

### Rapport final, Bureau d'enquêtes et d'analyses pour la sécurité de l'aviation civile, 2005
1. 1 2  BEA 2005, p. 16.
2. ↑  BEA 2005, p. 17.
3. 1 2  BEA 2005, p. 13.
4. ↑  BEA 2005, p. 14-15.